# Jean Masseboeuf
 (septembre 2022).
La mise en forme du texte ne suit pas les recommandations de Wikipédia : il faut le « wikifier ».
Les points d'amélioration suivants sont les cas les plus fréquents :
- Les titres sont pré-formatés par le logiciel. Ils ne sont ni en capitales, ni en gras.
- Le texte ne doit pas être écrit en capitales (les noms de famille non plus), ni en gras, ni en italique, ni en « petit »…
- Le gras n'est utilisé que pour surligner le titre de l'article dans l'introduction, une seule fois.
- L'italique est rarement utilisé : mots en langue étrangère, titres d'œuvres, noms de bateaux, etc.
- Les citations ne sont pas en italique mais en corps de texte normal. Elles sont entourées par des guillemets français : « et ».
- Les listes à puces sont à éviter, des paragraphes rédigés étant largement préférés. Les tableaux sont à réserver à la présentation de données structurées (résultats, etc.).
- Les appels de note de bas de page (petits chiffres en exposant, introduits par l'outil «  Source ») sont à placer entre la fin de phrase et le point final[comme ça].
- Les liens internes (vers d'autres articles de Wikipédia) sont à choisir avec parcimonie. Créez des liens vers des articles approfondissant le sujet. Les termes génériques sans rapport avec le sujet sont à éviter, ainsi que les répétitions de liens vers un même terme.
- Les liens externes sont à placer uniquement dans une section « Liens externes », à la fin de l'article. Ces liens sont à choisir avec parcimonie suivant les règles définies. Si un lien sert de source à l'article, son insertion dans le texte est à faire par les notes de bas de page.
- La présentation des références doit suivre les conventions bibliographiques. Il est recommandé d'utiliser les modèles {{Ouvrage}}, {{Chapitre}}, {{Article}}, {{Lien web}} et/ou {{Bibliographie}}. Le mode d'édition visuel peut mettre en forme automatiquement les références.
- Insérer une infobox (cadre d'informations à droite) n'est pas obligatoire pour parachever la mise en page.

Pour une aide détaillée, merci de consulter Aide:Wikification.
Si vous pensez que ces points ont été résolus, vous pouvez retirer ce bandeau et améliorer la mise en forme d'un autre article.
Jean Masseboeuf ou Jean Saddek Masseboeuf, né le 12 décembre 1908 à la Rochelle et mort le 24 avril 1985 à Constantine, est un médecin et militant anticolonialiste algérien d’origine française.
Membre du Parti communiste algérien, il s’engage en faveur de l’indépendance de l’Algérie en soutenant activement l’Armée de Libération nationale (ALN) ce qui lui vaut la condamnation aux travaux forcés et à la dégradation civique par les autorités coloniales françaises.
Après l’indépendance, il est naturalisé citoyen algérien et devient directeur départemental de la santé à Constantine ou il y demeure jusqu'à son décès.

## Biographie
Il naît au sein d’une famille d’instituteurs de tradition laïque : son père Maurice Masseboeuf est professeur d'école normale devenu inspecteur primaire tandis que sa mère est institutrice. Son frère Pierre Masseboeuf est instituteur puis militant communiste.
Il arrive en Algérie en 1921, à l’âge de 13 ans,. Il est scolarisé au collège colonial de Blida avant de poursuivre ses études au lycée Bugeaud à Alger. En parallèle, il entame ses études à la faculté d’Alger où il obtient un diplôme en bactériologie en 1933,.
Il s’installe à Ténès en tant que médecin privé et noue des relations amicales, aussi bien avec la communauté musulmane qu’avec la communauté israélite locale. C'est au travers de ses contacts avec ses patients et de son intérêt pour la culture orientale qu'il apprend progressivement à parler l'arabe, aussi bien dialectal que littéraire.
Au début de la Seconde guerre mondiale, il est mobilisé au Maroc mais refuse d’adhérer à la légion française des Combattants pétainistes, ce qui lui vaut d’être interdit de séjour par le régime de Vichy et contraint à l’exil à Ouargla pour « menées subversives antinationales ».
Néanmoins il s’illustre en secourant des familles juives algériennes victimes des lois raciales à la suite de l’abrogation du décret Crémieux. Cet acte lui vaut la sympathie de la communauté juive d’Algérie mais aussi du PCA (parti communiste algérien),.
Il est mobilisé entre 1944 et 1945 lors de la campagne d’Italie au sein de l’armée d’Afrique du Nord.
Après la guerre, il revient en Algérie en novembre 1946 et se porte candidat au PCA lors des élections cantonales d’avril 1948. Après l’insurrection armée du FLN en 1954 et à la suite de l’interdiction du parti communiste algérien en septembre 1955, il s’engage en faveur de l’indépendance de l’Algérie,. Il soutient le FLN de manière clandestine et notamment par la création de maquis rouges. Il se charge également de fabriquer des faux papiers pour les dirigeants du FLN, de la fourniture d’armes et de l’assistance médicale aux combattants algériens blessés,,.
Arrêté par la DST en juillet 1956, il est transféré en résidence surveillée dans le Sahara algérien à Reibell (Chellala). Il est incarcéré à Ksar El Boukhari (Blida) puis à El Asnam (Chlef). Il est jugé et condamné en 1957 par le tribunal militaire d’Orléansville à 20 ans de travaux forcés et à la dégradation civique,. Il est ensuite emprisonné dans des différents centres pénitenciers : de la prison d’El Harrach jusqu’à Chypre, en passant par la prison des Beaumettes à Marseille. Il sera libéré après le cessez le feu du 18 Mars 1962,,.
À la suite de la proclamation d’indépendance du 3 Juillet 1962, Jean Masseboeuf est nommé médecin intérimaire de l’AMS à Arris dans le massif des Aurès. Il exerce pendant plus d’un an et y crée une école d’aides-soignants. En 1963, il est nommé directeur départemental de la santé à Constantine,.
Après sa conversion à l’islam et à la suite de son mariage avec Kheira Benfardjallah, il obtient la nationalité algérienne en décembre 1963,,,,.
Il gravit les échelons dans les postes de responsabilité à Constantine et écrira de nombreux ouvrages portant sur la médecine. Il participera également à des congrès ainsi qu’a des séminaires médicaux et enseignera la médecine du travail à la faculté de médecine de Constantine,.

## Mort et hommages
En mars 1975, il devient responsable du département de médecine sociale tout juste inauguré. Cependant on lui découvre un cancer en 1979 alors qu’il débutait l’écriture de ses mémoires Témoignages autobiographiques. À la suite de nombreuses opérations, Jean Masseboeuf décède le 24 avril 1985 à Constantine ou il y est inhumé au cimetière musulman de la ville,,,,.
Par la suite, une structure médicale à El Khroub (Constantine) a été baptisée en son nom,.